# Marcin Jabłoński (lekkoatleta)
Marcin Jabłoński (ur. 29 września 1994) – polski lekkoatleta specjalizujący się w biegu na 400 metrów przez płotki.
Zawodnik klubów: UKS 19 Bojary Białystok (2009-2013), KS Podlasie Białystok (od 2014). Wicemistrz Polski w biegu na 400 metrów przez płotki (2015). Wicemistrz Polski juniorów w tej konkurencji (2013). Uczestnik Mistrzostw Europy juniorów (2013). 
Rekord życiowy w biegu na 400 metrów przez płotki: 51,12 (2015).